# Segunda División 1970/71
Die Segunda División 1970/71 war die 40. Spielzeit der zweithöchsten spanischen Fußballliga. Sie begann am 6. September 1970 und endete am 6. Juni 1971. Zwischen dem 13. und 20. Juni 1971 wurden die Relegationsspiele ausgetragen. Meister wurde Betis Sevilla.

## Vor der Saison
Die 20 Mannschaften trafen an 38 Spieltagen jeweils zweimal aufeinander. Die vier besten Mannschaften stiegen in die Primera División auf.
Die letzten drei Vereine stiegen direkt ab, die Teams auf den Plätzen 14 bis 17 mussten in der Relegation gegen den Abstieg kämpften.
Als Absteiger aus der Primera División nahmen Deportivo La Coruña, RCD Mallorca und Pontevedra CF teil. Aus der Tercera División kamen FC Cádiz, Hércules Alicante, UP Langreo, CD Logroñés, CD Colonia Moscardó, Real Santander und FC Villarreal.

## Abschlusstabelle
| Pl. | Verein                  | Sp. | S  | U  | N  | Tore    | Diff. | Punkte |
| --- | ----------------------- | --- | -- | -- | -- | ------- | ----- | ------ |
| 1.  | Betis Sevilla           | 38  | 20 | 13 | 5  | 054:280 | +26   | 53:23  |
| 2.  | Burgos CF               | 38  | 19 | 7  | 12 | 046:300 | +16   | 45:31  |
| 3.  | Deportivo La Coruña (A) | 38  | 18 | 9  | 11 | 044:320 | +12   | 45:31  |
| 4.  | FC Córdoba              | 38  | 17 | 11 | 10 | 050:300 | +20   | 45:31  |
| 5.  | Rayo Vallecano          | 38  | 18 | 9  | 11 | 051:290 | +22   | 45:31  |
| 6.  | CD Castellón            | 38  | 16 | 11 | 11 | 040:310 | +9    | 43:33  |
| 7.  | UE Sant Andreu          | 38  | 14 | 12 | 12 | 034:360 | −2    | 40:36  |
| 8.  | Club Ferrol             | 38  | 16 | 8  | 14 | 039:430 | −4    | 40:36  |
| 9.  | RCD Mallorca (A)        | 38  | 12 | 16 | 10 | 043:350 | +8    | 40:36  |
| 10. | Pontevedra CF (A)       | 38  | 15 | 10 | 13 | 044:410 | +3    | 40:36  |
| 11. | Hércules Alicante (N)   | 38  | 13 | 11 | 14 | 039:480 | −9    | 37:39  |
| 12. | FC Cádiz (N)            | 38  | 11 | 15 | 12 | 032:400 | −8    | 37:39  |
| 13. | Real Santander (N)      | 38  | 15 | 6  | 17 | 048:500 | −2    | 36:40  |
| 14. | Real Oviedo             | 38  | 12 | 10 | 16 | 041:370 | +4    | 34:42  |
| 15. | CD Logroñés (N)         | 38  | 10 | 13 | 15 | 035:380 | −3    | 33:43  |
| 16. | FC Villarreal (N)       | 38  | 11 | 10 | 17 | 037:550 | −18   | 32:44  |
| 17. | UP Langreo (N)          | 38  | 11 | 10 | 17 | 024:420 | −18   | 32:44  |
| 18. | Ontinyent CF            | 38  | 8  | 15 | 15 | 030:470 | −17   | 31:45  |
| 19. | CD Calvo Sotelo         | 38  | 11 | 7  | 20 | 038:480 | −10   | 29:47  |
| 20. | CD Colonia Moscardó (N) | 38  | 6  | 11 | 21 | 022:510 | −29   | 23:53  |

Platzierungskriterien: 1. Punkte – 2. Direkter Vergleich (Punkte, Tordifferenz, geschossene Tore) – 3. Tordifferenz – 4. geschossene Tore

| (A) | Absteiger der Saison 1969/70       |
| (N) | Neuaufsteiger der Tercera División |

## Relegation
|             | Gesamt |               | Hinspiel | Rückspiel |
| ----------- | ------ | ------------- | -------- | --------- |
| Real Oviedo | 3:2    | Palencia CF   | 2:0      | 1:2       |
| CD Logroñés | 3:2    | CD Cartagena  | 3:0      | 0:2       |
| FC Girona   | 1:4    | FC Villarreal | 1:2      | 0:2       |
| CD Ourense  | 2:4    | UP Langreo    | 1:1      | 1:3       |

Alle Vereine blieben in ihren jeweiligen Ligen.

## Nach der Saison
Aufsteiger in die Primera División
- 01. – Betis Sevilla
- 02. – Burgos CF
- 03. – Deportivo La Coruña
- 04. – FC Córdoba

 Absteiger in die Tercera División
- 18. – Ontinyent CF
- 19. – CD Calvo Sotelo
- 20. – CD Colonia Moscardó

 Absteiger aus der Primera División
- FC Elche
- Real Saragossa

 Aufsteiger in die Segunda División
- Cultural Leonesa
- CD Mestalla
- CD Teneriffa
- Real Valladolid
- Deportivo Xerez